# André Bernand
Pour les articles homonymes, voir Bernand.
André Bernand est né le 11 juillet 1923 à Molenbeek-Saint-Jean (Belgique) et mort le 17 février 2013 à Paris. Épigraphiste français, spécialiste des inscriptions grecques d’Égypte, il occupe un poste de professeur des universités à Dijon, puis à Lille-III jusqu’en 1992, année de son départ à la retraite.
Normalien (promotion 1946), il est le frère jumeau d'Étienne Bernand, épigraphiste lui aussi.
Il a épousé, en 1966, l'historienne et anthropologue Carmen Muñoz.